# Morrpølse

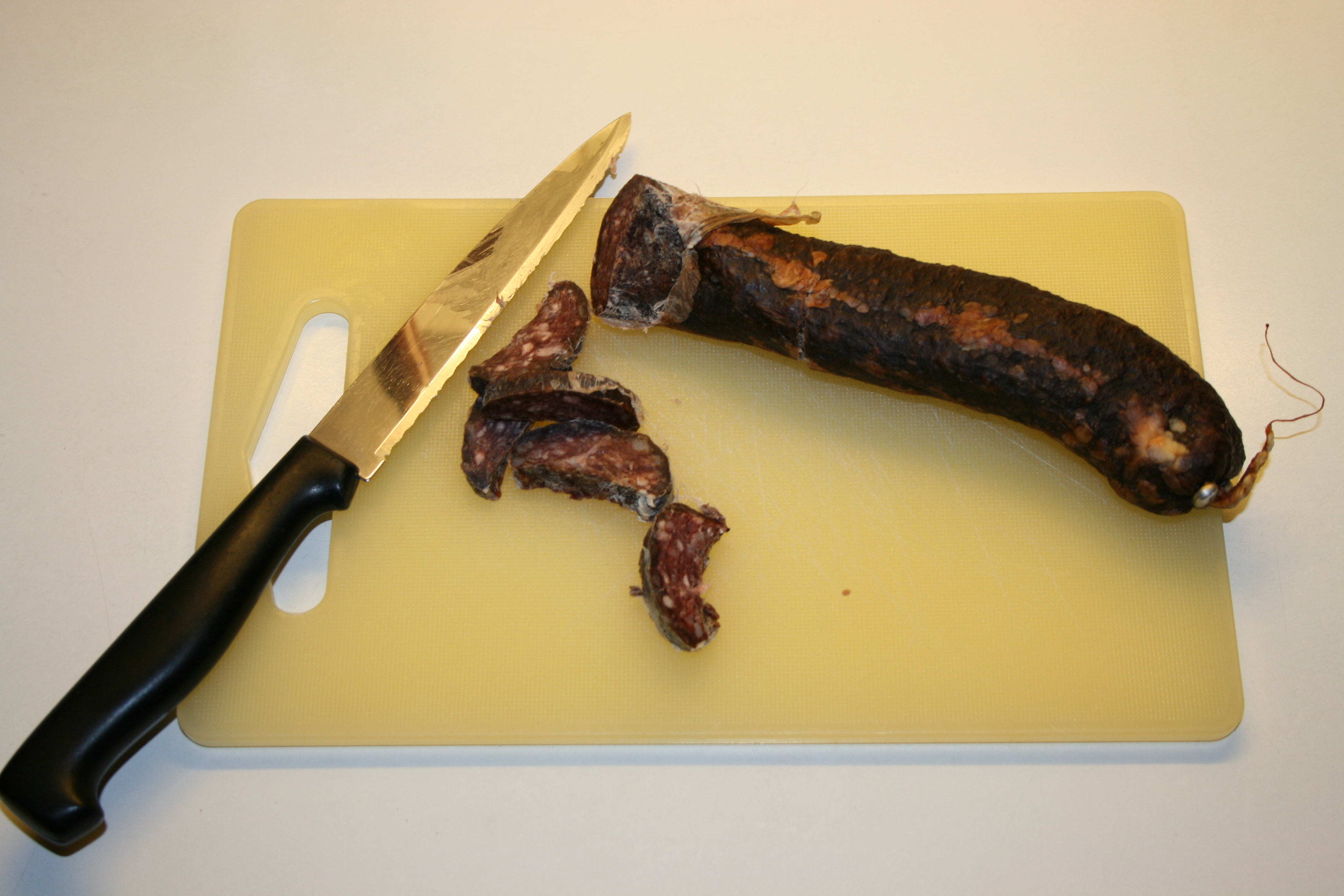
Morrpølse

Morrpølse é um chouriço fumado, preto ou vermelho, típico da culinária da Noruega. É um dos produtos alimentares mais antigos da Noruega, acreditando-se que, tal como outros enchidos daquele país, já era consumido na era viquingue.
Existem diversas variantes de morrpølse, algumas preparadas com carne de borrego, outras com carne de suíno. 

## Tradição
Na sua vertente tradicional, o morrpølse era feito de miudezas, geralmente de ovelha, como, por exemplo, coração, pulmões, rins, língua, estômago, esófago e intestino. Estas eram picadas e misturadas, sendo temperadas em seguida com cominhos e noz-moscada. Usavam-se os intestinos do animal como invólucro do enchido, que depois ficava a secar durante alguns dias, em local com um pouco de calor, ficando, em seguida, a secar entre mais uma semana ou até vários meses em local fresco. Por vezes, estes chouriços eram também fumados.
Em conjunto com outras carnes fumadas, o morrpølse constituiu durante muito tempo uma presença habitual nas mesas de jantar norueguesas. Em muitos casos, era consumido sem ser cozinhado. Noutros casos, era comum fervê-lo antes de o servir. Neste caso, a água da cozedura podia ser usada como base para sopas, havendo também receitas de sopas que incluíam o próprio chouriço, como a morrpølsesuppe.